# Онгон
Онгон (монг.: Онгон) — сомон Сухе-Баторського аймаку Монголії. Територія 6,5 тис. км², населення 4,1 тис. чол. Центр — селище Іх Булаг, розташоване на відстані 170 км від Баруун-Урт та 650 км від Улан-Батора.

## Рельєф
Низинна, рівнинна місцевість. Мало рік, струмків, багато солоних, неглибоких озер.

## Корисні копалини
Багатий на хімічну та будівельну сировину, залізну руду.

## Клімат
Різкоконтинентальний клімат, середня температура січня −20-21 °C, липня +20-24 °C. У середньому протягом року випадає 160 мм опадів.

## Тваринний світ
Водяться лисиці, манули, зайці, корсаки, джейрани.

## Соціальна сфера
Є школа, лікарня, сфера обслуговування.